# Pendawa Lima
Pendawa Lima, ook geschreven als Pendawalima (PL), was een in 1977 opgerichte Javaanse politieke partij in Suriname.

## Geschiedenis

### Eerste decennia
De partij werd op 2 januari 1977 opgericht door onder meer Paul Somohardjo. De partij komt voort uit de Javaanse partij Sarekat Rakjat Indonesia (SRI). PL deed als de Verenigde Democratische Partijen (VDP) mee aan de verkiezingen van 1977 en won drie zetels in de Staten van Suriname. Na zijn vlucht in 1982 zette Somohardjo de partij in Nederland voort als verzetsgroep.
Nadat de verkiezingen van 1987 de militaire periode in Suriname vooralsnog afsloten, kreeg de partij vier zetels, mede dankzij het opnemen van binnenlandse kandidaten op de kieslijst. Tijdens de verkiezingen van 1991 behaalde PL twee zetels als onderdeel van Democratisch Alternatief '91 (DA'91). PL verliet DA'91 erna door meningsverschillen over de koers.

### Afsplitsing
Na de verkiezingen van 1996 spleet de Nationale Democratische Partij (NDP) zowel de Vooruitstrevende Hervormings Partij (VHP) als PL met respectievelijk vijf (van de negen) en twee (van de vier) parlementsleden. Deze afscheidingen parlementsleden ondersteunden het presidentschap van Jules Wijdenbosch en traden toe tot diens coalitie. De PL-leden onder leiding van fractieleider Mohamed Kasto – die Wijdenbosch was gevolgd – behielden de naam Pendawa Lima voor zich, eerst informeel en toen definitief na een rechtszaak. Somohardjo richtte daarna met zijn aanhangers Pertjajah Luhur op. Raymond Sapoen werd de nieuwe voorzitter van Pendawa Lima.

### Zetelloos
Pendawa Lima deed zelfstandig mee aan de verkiezingen van 2000 en behaalde geen enkele zetel. Tijdens de verkiezingen van 2005 bleef de partij opnieuw zetelloos, als onderdeel van de Volksalliantie Voor Vooruitgang.
Op 14 maart 2009 ging Pendawa Lima onder leiding van Raymond Sapoen op in Pertjajah Luhur, wat voor Paul Somohardjo een emotionele dag betekende.

## Nasleep met Raymond Sapoen
Tijdens de verkiezingen van 2015 werd Raymond Sapoen gekozen tot lid van De Nationale Assemblée. In deze jaren was hij waarnemend fractieleider van Pertjajah Luhur. Kort na de verkiezingen stapte hij uit de partij; Diepak Chitan volgde hem. PL bevond zich in de oppositie en de HVB steunde vervolgens de politiek van de NDP onder leiding van Desi Bouterse.

### Zetelloos
Sapoen en Chitan richtten de Hervormings- en Vernieuwingsbeweging (HVB) op, die ervoor had gefungeerd als interne beweging binnen Pertjajah Luhur. De partij deed in acht districten mee tijdens de verkiezingen van 2020 en behaalde geen zetels.